# Pennisetum polystachion
Pennisetum polystachion est une plante de la famille des Poacées et du genre Pennisetum.
Espèce
Synonymes
- Cenchrus polystachios (L.) Morrone (L.) Morrone (préféré par UICN)[2]
- Cenchrus polystachios subsp. polystachios (préféré par GRIN)[3]
- Cenchrus retusus Sw.[1]
- Cenchrus setosus Sw.[1]
- Cenchrus subangustus (Schumach.) Morrone[3]
- Gymnotrix geniculata Schult.[1]
- Gymnotrix polystachya (L.) Sw. ex Trin.[1]
- Gymnotrix ramosa Hochst.[1]
- Panicum alopecuros Lam.[1]
- Panicum barbatum Roxb.[1]
- Panicum cauda-ratti Schumach.[1]
- Panicum densispica Poir.[1]
- Panicum erubescens Willd.[1]
- Panicum holcoides Roxb.[1]
- Panicum longisetum Poir.[1]
- Panicum polystachion L.[1] [2] [3]
- Panicum subangustum Schumach.[1] [3]
- Panicum triticoides Poir.[1]
- Pennisetum alopecuroides Ham.[1]
- Pennisetum barbatum Schult.[1]
- Pennisetum cauda-ratti (Schumach.) Franch.[1]
- Pennisetum dasystachyum Desv.[1]
- Pennisetum erubescens (Willd.) Desv. ex Ham.[1]
- Pennisetum flavescens J.Presl[1]
- Pennisetum gabonense Franch.[1]
- Pennisetum hamiltonii Steud.[1]
- Pennisetum myurus Parl.[1]
- Pennisetum nicaraguense E.Fourn.[1]
- Pennisetum ovale Rupr. ex Steud.[1]
- Pennisetum pallidum Nees[1]
- Pennisetum polystachion (L.) Schult.[2] [3]
- Pennisetum ramosum (Hochst.) Schweinf.[1]
- Pennisetum setosum (Sw.) Rich.[1]
- Pennisetum stenostachyum Peter[2]
- Pennisetum subangustum (Schumach.) Stapf & C. E. Hubb.[3]
- Pennisetum tenuispiculatum Steud.[1]
- Pennisetum uniflorum Kunth[1]
- Setaria cenchroides (Rich.) Roem. & Schult.[1]
- Setaria erubescens (Willd.) P.Beauv.[1]
- Setaria geniculata Sieber ex Kunth[1]

Statut de conservation UICN

LC : Préoccupation mineure

## Liste des sous-espèces
Selon Catalogue of Life (25 décembre 2017) :
- sous-espèce Cenchrus polystachios subsp. atrichus (Stapf & C.E.Hubb.) Morrone
- sous-espèce Cenchrus polystachios subsp. polystachios

Selon The Plant List (25 décembre 2017) :
- sous-espèce Pennisetum polystachion subsp. atrichum (Stapf & C.E.Hubb.) Brunken

Selon Tropicos (25 décembre 2017) (Attention liste brute contenant possiblement des synonymes) :
- sous-espèce Pennisetum polystachion subsp. atrichum (Stapf & C.E. Hubb.) Brunken
- sous-espèce Pennisetum polystachion subsp. polystachion
- sous-espèce Pennisetum polystachion subsp. setosum (Sw.) Brunken